# Albertirsa–Vinnicja-távvezeték
Az Albertirsa–Vinnicja-távvezeték (ukránul Лінія електропередачі Альбертірша–Вінниця [Linyija elektroperedacsi Albertirsa–Vinnicja]) egy 479 km hosszúságú, 750 kV-os nagyfeszültségű váltakozó áramú távvezeték a magyarországi Albertirsa és az ukrajnai Borodcsici és Vinnicja között.

## Története
1971-ben kezdődött a Szovjetunió Egységes Energiarendszerének kiépítése, amelynek a gerincét az újonnan létrehozandó 750 kV-os távvezetékek jelentették. Később létrehozták ennek a rendszernek a KGST-tagállamok elektromos energiarendszerét összekötő Mir nevű elektromosenergia-rendszert, amely a Donyec-medencét, Vinnicját és Albertirsát kötötte össze. Ennek a rendszernek a részeként építették az Albertirsa−Vinnicja-távvezetéket. 1974. február 28-án írt alá megállapodást a Szovjetunió, Bulgária, Lengyelország, Magyarország, az NDK és Csehszlovákia a vezeték megépítéséről. A távvezetéket 1975-ben kezdték építeni és 1979-ben készült el. Ez az egyetlen magyarországi 750 kV-os távvezeték, Európában is csak néhány ilyen található. Névleges teljesítménye 2000 MW. Miután a magyar elektromosenergia-rendszert 1993-ban az Európai Villamosenergia Átviteli Hálózathoz (ENTSO-E) szinkronizálták, a távvezetéket üzemen kívül helyezték. Csak 2002-ben, a távvezeték korszerűsítése után vették ismét használatba. 2018-ban született terv a vezeték felújításáról.

## Működése napjainkban
A távvezeték napjainkban az Albertirsánál működő alaphálózati alállomást köti össze a Lvivi területen fekvő Borodcsicitől keletre található nyugat-ukrajnai alállomással. Utóbbi az ukrajnai Nyugati Energiarendszer (Zahidna Elektroenerheticsna Szitsztema) része. A Nyugati Energiarendszerben kialakított és az európai rendszerrel szinkronizált energiaszigetek (pl. a burstini energiasziget) teszik lehetővé, hogy a távvezetéken elektromos energiát exportáljon Ukrajna Magyarországra, illetve az Európai Unióba.